# Philibert Jacques Melotte
Philibert Jacques Melotte (29 januari 1880 - 30 maart 1961) was een Brits astronoom, wiens ouders uit België kwamen.
In 1908 ontdekte hij Pasiphae, maan van Jupiter. Deze maan stond tot 1975 bekend als "Jupiter VIII".
De planetoïde 676 Melitta, de enige die hij ontdekte in 1909, is min of meer naar hem vernoemd. Melitta is eigenlijk het attisch voor het Griekse woord melissa, de bij, de vergelijking met de ontdekker zijn naam is niet toevallig.
- International Standard Name Identifier: 0000 0003 9685 7123
- Nederlandse Thesaurus van Auteursnamen: 130855812
- Système universitaire de documentation: 195283473
- Virtual International Authority File: 291877530
- WorldCat: E39PBJjxqtYPykBC4JdV379FKd